# M52
M52 (NGC7654) е разсеян звезден куп, разположен по посока на съзвездието Касиопея. Открит е от Шарл Месие през 1774.
Разстоянието до М52 не може да бъде измерено точно, поради факта, светлинните лъчи, идващи от М52, преминават през области на сгъстяване на междузвездното вещество, чиято плътност не може да бъде точно определена. Оценките варират между 4000 и 7000 св.г.
Ъгловият диаметър на купа е 13'.